# Alessandra Mastronardi
Alessandra Carina Mastronardi (Napoli, 18 febbraio 1986) è un'attrice italiana.

## Biografia
Nasce a Napoli da padre psicologo e da madre imprenditrice culturale, ma all'età di cinque anni si trasferisce con la famiglia a Roma. Dopo aver conseguito la maturità classica, si iscrive alla facoltà di Lettere e filosofia indirizzo spettacolo dell'Università La Sapienza.

Esordisce come attrice nel 1998 con la miniserie televisiva Amico mio 2, regia di Giorgio Capitani e Paolo Poeti, a cui fanno seguito Un prete tra noi 2 (1999), regia di Lodovico Gasparini, Lui e lei 2 (1999), Un medico in famiglia 3 (2003), regia di Claudio Norza e Isabella Leoni, Il veterinario, regia di José María Sánchez, e Il Grande Torino, diretta da Claudio Bonivento, in cui interpreta il ruolo di Rosa Di Girolamo, entrambe del 2005, e un episodio di Don Matteo 5 (2006). Partecipa anche a qualche produzione cinematografica: Il manoscritto di Van Hecken (1999) e La bestia nel cuore (2003); e inoltre i cortometraggi Cose che si dicono al buio, regia di Marco Costa, e Due sigarette, entrambi del 2004.

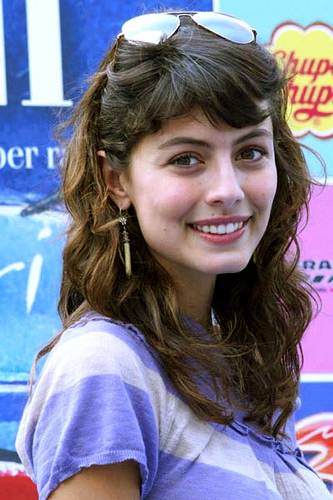
Alessandra Mastronardi nel 2008

Deve la sua notorietà alla serie televisiva I Cesaroni in cui, dal 2006 al 2012, interpreta il personaggio di Eva Cudicini. Sempre nel 2006 è protagonista del videoclip Stai bene come stai della band Le Mani. Nel gennaio del 2007 esordisce in teatro nella commedia The Prozac Family, regia di Marco Costa. Il ruolo interpretato nella commedia, rappresentata al Teatro de' Servi di Roma, è quello di Margherita. La commedia verrà riproposta nel 2009 al Teatro Parioli. Il 24 agosto 2007 esce nelle sale Prova a volare, opera prima di Lorenzo Cicconi Massi; nel film interpreta il ruolo di Gloria. 
Nel 2008 canta alcuni versi del singolo di Matteo Branciamore La notte sul tetto (inserito nell'album Parole nuove). Successivamente appare su Sky Cinema, nel ruolo di Roberta nella serie televisiva Romanzo criminale - La serie.
Nel 2009 recita in teatro con la commedia The Prozac Family e nel film televisivo Non smettere di sognare, alle prese con un ruolo da giovane ballerina di nome Stella, suo primo ruolo da protagonista assoluta. Nel 2010 recita nel riolo di Roberta nella seconda serie di Romanzo criminale. Inoltre è protagonista della miniserie in onda su Rai 1 Sotto il cielo di Roma, regia di Christian Duguay. Sempre nello stesso anno interpreta il ruolo della stilista Micol Fontana nella miniserie Atelier Fontana - Le sorelle della moda, diretta da Riccardo Milani.
Nell'estate del 2011 partecipa alle riprese del film To Rome with Love, regia di Woody Allen, nei panni di Milly. Dal 15 settembre 2011 è a Dublino e a Belgrado per girare la serie televisiva Titanic - Nascita di una leggenda, regia di Ciaran Donnelly, nei panni della copista Sofia Silvestri. Nel 2012 è Clelia, nella miniserie televisiva di Cinzia TH Torrini La Certosa di Parma. Nell'autunno 2012 gira il film per il cinema L'ultima ruota del carro, per la regia di Giovanni Veronesi, nel ruolo di Angela. A dicembre 2014 veste i panni di Giulietta Capuleti nel film TV Mediaset Romeo e Giulietta, prodotta dalla Lux Vide.
Nel 2013 gira il film per il cinema Amici come noi, con la regia di Enrico Lando. Nel 2014 gira a Roma, assieme ad Alessandro Cattelan e Francesco Pannofino, il film per il cinema Ogni maledetto Natale, per la regia di Giacomo Ciarrapico, in cui interpreta Giulia. Sempre nel 2014 recita a Firenze nel film per il cinema The Tourist, per la regia di Evan Oppenheimer. Tra il febbraio e l'aprile dello stesso anno, gira a Los Angeles e in Canada il film Life, per la regia di Anton Corbijn, nel ruolo di Anna Maria Pierangeli.
Nel 2016 è stata scritturata per interpretare la protagonista Alice Allevi nella serie televisiva L'allieva, terminata nel 2020. 
Nel 2018 ha interpretato la malvagia strega Gelica nel film Ötzi e il mistero del tempo di Gabriele Pignotta e interpretato Lucrezia Donati nella serie anglo-italiana I Medici.

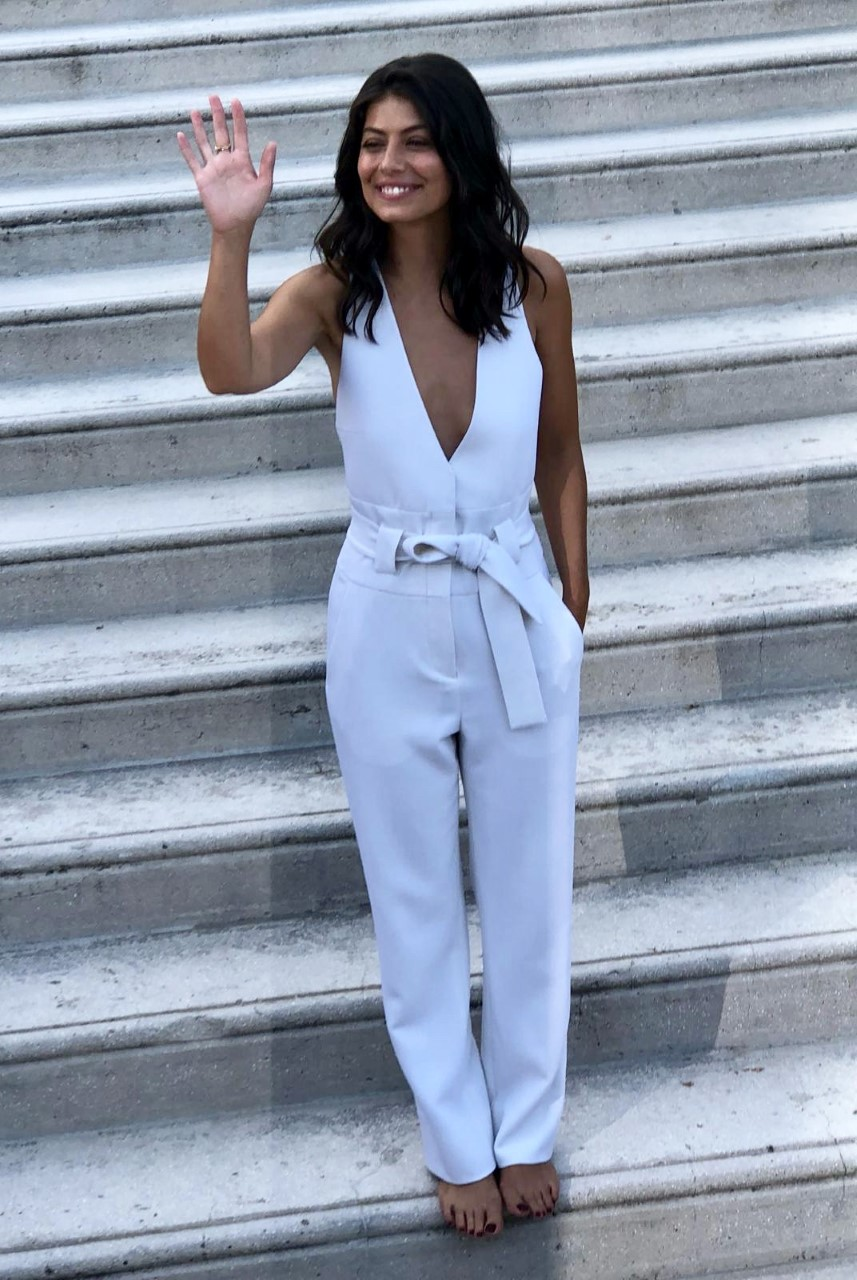
Alessandra Mastronardi madrina della 76ª Mostra internazionale d'arte cinematografica di Venezia (2019)

Nel 2019 è stata madrina della 76ª Mostra internazionale d'arte cinematografica di Venezia, presentando le cerimonie d'apertura e chiusura della manifestazione, mentre nel 2020 ha vinto al Magna Graecia Film Festival il premio Vigliaturo per L'allieva. L'anno dopo interpreta la ballerina Carla Fracci nel film biografico Carla.
Nel 2022 è nel cast del film statunitense Il talento di Mr. C e l'anno dopo partecipa alla serie internazionale One Trillion Dollars, ambientata in tutto il mondo e girata anche in Toscana e Piemonte.
Nel 2024 è la voce della giornalista investigativa italiana Ginetta "Gina" Lombardi nel videogioco Indiana Jones e l'antico cerchio.
Nel 2025 ha interpretato il ruolo della protagonista Daria Giraldi nella miniserie Doppio gioco.

## Vita privata
L'8 luglio 2023 si sposa nella chiesa di Santa Sofia, ad Anacapri (NA), con Gianpaolo Sannino di professione dentista. La coppia si separa dopo pochi mesi.
Dal 2012 è vicina all'UNICEF e dal 2019 è Goodwill Ambassador di UNICEF Italia sostenendo nel corso degli anni diverse iniziative e campagne di sensibilizzazione.

## Filmografia

### Cinema
- Il manoscritto di Van Hecken, regia di Nicola De Rinaldo (1999)
- Cose che si dicono al buio, regia di Marco Costa – cortometraggio (2004)
- Due sigarette, regia di Serena Alfieri – cortometraggio (2004)
- La bestia nel cuore, regia di Cristina Comencini (2005)
- Prova a volare, regia di Lorenzo Cicconi Massi (2007)
- Una piccola storia, regia di Stefano Chiantini (2007)
- La neve dentro casa, regia di Maria Giovanna Barsi – cortometraggio (2008)[22]
- Limbo, regia di Francesca Boselli – cortometraggio (2009)
- Il fidanzamento di mia madre, regia di Gaia Gorrini – cortometraggio (2011)
- To Rome with Love, regia di Woody Allen (2012)
- AmeriQua, regia di Marco Bellone e Giovanni Consonni (2013)
- L'ultima ruota del carro, regia di Giovanni Veronesi (2013)
- Amici come noi, regia di Enrico Lando (2014)
- Un'altra storia, regia di Gabriele Pignotta – cortometraggio (2014)
- Ogni maledetto Natale, regia di Giacomo Ciarrapico, Mattia Torre e Luca Vendruscolo (2014)
- Life, regia di Anton Corbijn (2015)
- Wrobiony, regia di Piotr Śmigasiewicz (2016)
- Lost in Florence - Un'estate a Firenze (Lost in Florence), regia di Evan Oppenheimer (2017)
- Ötzi e il mistero del tempo (Ötzi and the Mystery of Time), regia di Gabriele Pignotta (2017)
- L'agenzia dei bugiardi, regia di Volfango De Biasi (2019)
- About Us, regia di Stefan Schwartz (2020)
- Si muore solo da vivi, regia di Alberto Rizzi (2020)
- Il talento di Mr. C (The Unbearable Weight of Massive Talent), regia di Tom Gormican (2022)
- ...altrimenti ci arrabbiamo!, regia degli YouNuts! (2022)
- Con chi viaggi, regia di YouNuts! (2022)
- La donna per me, regia di Marco Martani (2022)

### Televisione
- Amico mio – serie TV, episodi sconosciuti (1998)
- Un prete tra noi – serie TV, episodio 2x04 (1999)
- Lui e lei – serie TV, episodi sconosciuti (1999)
- Un medico in famiglia – serie TV, 4 episodi (2003)
- Il veterinario, regia di José María Sánchez – miniserie TV (2005)
- Il Grande Torino, regia di Claudio Bonivento – miniserie TV (2005)
- Don Matteo – serie TV, episodio 5x13 (2006)
- I Cesaroni – serie TV, 130 episodi (2006-2010, 2012)
- Romanzo criminale - La serie – serie TV, 17 episodi (2008-2010)
- Non smettere di sognare, regia di Roberto Burchielli – film TV (2009)
- Sotto il cielo di Roma, regia di Christian Duguay – miniserie TV (2010)
- Atelier Fontana - Le sorelle della moda, regia di Riccardo Milani – miniserie TV (2011)
- La Certosa di Parma, regia di Cinzia TH Torrini – miniserie TV (2012)
- Titanic - Nascita di una leggenda (Titanic: Blood and Steel), regia di Ciaran Donnelly – miniserie TV (2012)
- Romeo e Giulietta, regia di Riccardo Donna – miniserie TV (2014)
- L'allieva – serie TV, 35 episodi (2016-2020)
- C'era una volta Studio Uno, regia di Riccardo Donna – miniserie TV (2017)
- Master of None – serie TV, 6 episodi (2017)
- I Medici – serie TV, 15 episodi (2018-2019)
- Carla, regia di Emanuele Imbucci (2021)
- One Trillion Dollars – serie TV (2023-in corso)
- Doppio gioco, regia di Andrea Molaioli – miniserie TV (2025)

### Doppiaggio
- Notte sul pianeta terra – documentario (2020) - versione italiana
- Indiana Jones e l'antico cerchio – videogioco (2024) - versione originale
- Elio (2025) - versione italiana

### Audiolibri
- Quando la luna ero io di Luigi Garlando (2019)
- Piccole donne di Louisa May Alcott (2020)
- Poirot a Styles Court di Agatha Christie (2025)

### Videoclip
- Stai bene come stai di Le Mani (2007)
- Il mio riflesso di Tormento (2009)
- Parole nuove di Matteo Branciamore (2009)
- Roberta di Il Genio (2010)
- Dobbiamo fare luce di Gianni Morandi (2017)
- What More Can I Do? di Jack Savoretti (2019)

## Teatro
- The Prozac Family di Marco Costa, regia di Marco Costa. Teatro Parioli di Roma (2007-2009)[23]

## Riconoscimenti
- Nastro d'argento
  - 2012 – Candidatura alla miglior attrice non protagonista per To Rome with Love
- Critics' Choice Awards
  - 2018 – Candidatura alla miglior attrice non protagonista in una serie commedia per Master of None

### Altri premi
- 2007 - Magna Grecia Awards - Premio Cultura e Comunicazione
- 2008 – Premio simpatia
- 2009 – Roma Fiction Fest – Miglior attrice (I Cesaroni)[24]
- 2009 – Film Festival de la Comédie – Miglior giovane talento dell'anno[25]
- 2011 – Fano International Film Festival – Miglior attrice (Il fidanzamento di mia madre)
- 2012 – Salento Finibus Terrae Festival – Premio Safiter - Baume et Mercier
- 2012 – 69ª Mostra internazionale d'arte cinematografica di Venezia – Premio Kinéo – Diamanti al Cinema come miglior attrice non protagonista per To Rome with Love
- 2013 – Premio ANEC – Miglior attrice (L'ultima ruota del carro)
- 2015 – Busto Arsizio Film Festival – Miglior attrice
- 2017 – Premio Afrodite – Sezione "Cinema e TV" – Miglior attrice Internazionale
- 2020 – Magna Graecia Film Festival – Premio Vigliaturo per la fiction L'allieva

## Doppiatrici italiane
Alessandra Mastronardi è solita doppiare se stessa nei film girati all'estero. Tuttavia in alcune pellicole l'attrice non recita con la sua voce. Le doppiatrici che le hanno prestato la voce sono:
- Chiara Gioncardi in Master of None
- Veronica Puccio in Lost in Florence - Un'estate a Firenze

Da doppiatrice è stata sostituita da:
- Gaia Bolognesi in Indiana Jones e l'antico cerchio[26]